# Çò des de Ponin
Çò des de Ponin és una casa de Montcorbau, al municipi de Vielha e Mijaran (Vall d'Aran), inclosa a l'Inventari del Patrimoni Arquitectònic de Catalunya.

## Descripció
És un habitatge situat a banda i banda del carrer: la casa amb el pati i la galeria en un costat (a l'esquerra) i l'explotació ramadera (a la dreta); ha perdut l'hort. La casa adossada al terraplè del fons queda orientada a llevant i a migdia, amb la façana principal paral·lela a la capièra, i obertures de fusta que defineixen les dues plantes i "humarau", sota una coberta de dos vessants i un "tresaigües" en front de migdia. La cantonada SE presenta la particularitat pròpia de la Val d'haver estat escapçada a fi de facilitar la circulació del carrer. La façana principal no manté una distribució simètrica de les obertures, com a migdia, atès que inclou en la planat baixa una cava.
Les " capochines" que emergeixen del losat, reduïdes a la mínima expressió, conserven l'estructura típica dels tres vessants, mentre que la banda de ponent resta closa, llevat d'una "humanèja" rectangular.Finalment la decoració exterior es caracteritza pel contrast entre blanc de l'arrebossat i el verd intens de la fusta, amb els porticons reforçats en ziga-zaga.
La quadra formada per una gran borda i una segona estructura complementària aprofita el desnivell del terreny per aconseguir entrades independents a l'estable i al paller,a peu pla, amb un corral a davant tancat per un portal i un mur. Damunt la porta de l'estable compareix un bloc de marbre que duu gravada a la referència de la darrera reforma F[elip]C[uny] 1960, sota una estrella de vuit puntes i el bust d'una figura molt esquemàtica que recorda, però, l'ancestral tradició de les làpides funeràries a la Val. Els " penalèrs" d'aquesta borda presenten diverses solucions quant a l'empostissat sota els "tresaigües" i la pala "goterau" del darrere queda separada de l'edifici veí per un "caris".

## Història
Çò de Ponin pertany als Cuny Sambeat. En aquest sentit trobem documentat a Felip Cuny com a rector de Montcorbau l'any 1828. Pel que fa al cognom Santbeat no cal insistir de la seva antigor i arrelament a la Val.